# Karvedilol
Karvedilol je uz labetalol jedini posebni beta blokator koji ujedno ima svojstva vazodilatatora - on se veže za alfa-1 receptore i blokira ih što uzrokuje širenje krvnih žila. Osim toga karvedilol je i moćan antioksidant, tj. neutralizator reaktivnih slobodnih radikala i antiproliferativni agens. 

## Djelovanje
Karvedilol smanjuje periferni vaskularni otpor putem vazodilatacije i blokade renin-angiotenzin-aldosteronskog sustava (zbog beta blokade).
Karvedilol je neselektivni beta blokator bez parcijalnih agonističkih svojstava, ali ima svojstva stabiliziranja membrana. On je optički aktivan spoj s dva enantiomera (R i S), a dolazi kao smjesa tih dviju spojeva, tj. kao racemat. Za beta blokadu je uglavnom odgovoran S(-) enantiomer.

## Primjena
U pacijenata s povišenim krvnim tlakom smanjuje krvni tlak, a brzina rada srca je lagano smanjena. Protok krvi kroz bubrege i bubrežna funkcija je očuvana. S obzirom na to da je očuvan i protok krvi kroz ekstremitete, pojava hladnih ekstremiteta koja se često viđa kod primjene ostalih beta blokatora, kod uporabe karvedilola se rijetko viđa. U pacijenata sa stabilnom anginom pectoris karvedilol je pokazao antiishemijska i antianginalna svojstva, a u pacijenata s pogoršanom funkcijom lijevog ventrikula i kongestivnim zatajenjem srca karvedilol je pokazao dobre učinke pojačavajući ejekcijsku frakciju lijevog ventrikula i korekciju dimenzija lijevog ventrikula. 
Stoga se karvedilol koristi za liječenje hipertenzije, sam ili u kombinaciji s drugim antihipertenzivnim lijekovima, posebno diureticima tiazidskog tipa, a i u liječenju kronične stabilne angine pectoris, nijemoj ishemiji srčanog mišića, nestabilnoj angini i ishemičkoj disfunkciji lijeve klijetke.
Karvedilol se primjenjuje i za liječenje kongestivnog zatajenja srca jer dovodi do smanjenja smrtnosti i potrebe za hospitalizacijom, poboljšanja bolesnikova stanja i usporavanja progresije bolesti. Može se koristiti kao dodatak standardnoj terapiji, ali i u bolesnika koji ne podnose ACE inhibitor, odnosno u bolesnika koji nisu na terapiji digitalisom, hidralazinom ili nitratom. Djelotvorna dnevna doza iznosi 37,5 mg, ali se doza podešava ovisno o pojedinom pacijentu.

### Nuspojave
Karvedilol ne smiju koristiti bolesnici s dekompenziranim zatajenjem srca IV stupnja, AV blokom drugog ili trećeg stupnja, u slučajevima teške bradikardije, kardiogenog šoka, sindroma bolesnog sinusnog čvora, teške hipotenzije, astmatičara, pacijenata s KOBP i oštećene jetre.
Posebno oprezni bi trebali biti pacijenti s kongestivnim zatajenjem srca, dijabetes melitusom, kroničnom opstruktivnom plućnom bolesti, perifernim vaskularnim bolestima (Raynaudov sindrom), kod osoba sklonih alergijama, u bolesnika sa psorijazom, feokromocitomom i Prinzmetalovom nestabilnom anginom pectoris.
Moguće nuspojave jesu omaglica, poremećaji vida, glavobolje i zamor, bradikardija, posturalna hipotenzija, hipotenzija, edem (uključujući generalizirani, periferni, genitalni, edem nogu, hipervolemija i višak tekućine), mučnina, proljev, povraćanje, trombocitopenija, hiperglikemija, povećanje tjelesne mase i hiperkolesterolemija, astma i dispneja u bolesnika s predispozicijom, bol u ekstremitetima, smanjena lakrimacija.